# Englishman in New York
Pour le film, voir An Englishman in New York.
Singles de Sting
We'll Be Together
(1988) Be Still My Beating Heart
(1998)
Pistes de ...Nothing Like the Sun
Be Still My Beating Heart History Will Teach Us Nothing
Englishman in New York est une chanson de Sting, sortie en tant que single de son album de 1987 ...Nothing Like the Sun.
La chanson n'a pas eu un grand succès dans les classements aux États-Unis ni au Royaume-Uni jusqu'à la sortie du remix réalisé par Ben Liebrand en 1990 qui s'est classé à une meilleure place dans le classement UK Singles Chart au Royaume-Uni. Englishman in New York est néanmoins entrée dans le top 50 du SNEP en France.
De nombreuses reprises et samples de la chanson existent, dont celles de The Black Eyed Peas, PH Electro, Razorlight ou encore Cris Cab.

## Historique et thème
Le Britannique (Englishman) dont parle la chanson est le célèbre écrivain et icône gay Quentin Crisp. Sting a écrit la chanson peu de temps après que Crisp a quitté Londres pour emménager dans son studio de Manhattan. Crisp fit la remarque en plaisantant à Sting qu'il avait « hâte d'être naturalisé pour pouvoir commettre un crime sans être expulsé ».
Après que Sting lui a écrit cette chanson, il dit également :
« Il est très courtois [...] Je ne veux pas paraître condescendant. C'est juste que je ne m'attendais pas à ce qu'une pop star soit si gentleman,. »
— Quentin Crisp
Branford Marsalis joue du saxophone soprano sur la piste et c'est Manu Katché qui est à la batterie.

## Sortie et performance dans les charts
Englishman in New York est sortie en tant que single en 1988, mais celui-ci n'a atteint que la 51e position dans le UK Singles Chart au Royaume-Uni. Aux États-Unis, le single a atteint la 84e place dans le Billboard Hot 100 en avril 1988. La chanson est également entrée dans le classement du Billboard Mainstream Rock en culminant à la 32e position.
En 1990, juste avant la sortie du troisième album studio The Soul Cages, le label de Sting a permis au DJ et producteur hollandais Ben Liebrand de faire un remix de la chanson et l'a en conséquence sorti en tant que single. Le remix joue sur l'introduction et l'instrumentation, mais l'essence de la chanson reste la même. La nouvelle version a eu du succès commercialement et s'est classée à la 15e place du classement au Royaume-Uni au milieu de l'année 1990.
Englishman in New York est également parue sur l'album Symphonicities en 2010 qui reprend les plus grands morceaux de Sting avec l'orchestre philharmonique royal. La chanson est aussi reprise en duo avec l'artiste Shirazee originaire du Bénin qui l'a déjà adaptée avec le titre African in New York pour son album Lost sorti en 2020. La nouvelle version, cette fois intitulée Englishman/African in New York, est sortie en téléchargement et en bonus sur l'édition de luxe française de l'album Duets en 2021.

## Clip vidéo
Produit par Propaganda Films, le clip a été réalisé par David Fincher. Il met en scène Sting et son groupe dans les rues de New York mais également Quentin Crisp. À la fin du clip, après la chanson, une voix d'un homme âgé dit : « Si j'avais une autre ambition que de devenir un invalide chronique, ce serait de rencontrer chaque personne dans le monde avant de mourir... et je ne fais pas cela si mal. »

## Utilisation dans les médias
La chanson a été utilisée au milieu des années 1990 dans une publicité pour les voitures Rover en Angleterre pour la Rover 200.
Au cinéma, la suite du film biographique sur Quentin Crisp L'Homme que je suis (The Naked Civil Servant) est intitulée An Englishman in New York d'après la chanson. De plus, la chanson figure dans le film.
La chanson apparaît également sur la bande originale du film Les dauphins, un documentaire IMAX, sous le nom When Dolphins Dance.
Le début de la chanson figure également dans le cinquième épisode de la saison 7 de la série télévisée britannique Doctor Who, Les Anges prennent Manhattan. Le Docteur et ses compagnons, Amy et Rory, tous anglais ou écossais, se trouvent en effet à New York pour l'épisode.

## Classement hebdomadaire
| Classement (1988)                     | Meilleure position |
| ------------------------------------- | ------------------ |
| Charts français                       | 30                 |
| Charts hollandais                     | 13                 |
| Charts irlandais                      | 12                 |
| Charts anglais                        | 51                 |
| U.S. Billboard Hot 100                | 84                 |
| U.S. Billboard Mainstream Rock Tracks | 32                 |

| Classement (1990) | Meilleure position |
| ----------------- | ------------------ |
| Charts hollandais | 60                 |
| Charts anglais    | 15                 |

## Quelques reprises
- Max B a samplé cette chanson dans Goon Music (We Run New York)[18]
- Shinehead a repris la chanson dans une version intitulée Jamaican in New York en 1992, le clip est une parodie de l'original.
- Les Black Eyed Peas ont samplé la chanson sur leur single Union, disponible sur leur album de 2005 Monkey Business, dans lequel Sting chante aussi les nouvelles paroles. Un clip a été fait pour la chanson[18].
- Le groupe de rock philippin Bamboo a également repris la chanson pour l'album We Stand Alone Together en tant que piste cachée.
- Razorlight a contribué à une reprise de la chanson pour le CD de BBC Radio 1 Radio 1 Established 1967.
- Davide Esposito a fait une reprise pour son album Amore Eterno, en tant que Un italien à Paris avec des paroles italiennes et françaises.
- Le groupe turc Dolapdere Big Gang a fait une reprise pour l'album Local Strangers en 2006.
- Tiken Jah Fakoly a fait une reprise sur leur album de 2007 L'Africain, sous le titre Africain à Paris avec des paroles en français adaptés par Magyd Cherfi de Zebda et Mike d'Inca de Sinsemilia[19].
- Omid Djalili a utilisé la chanson pour promouvoir son émission sur BBC One en 2007, The Omid Djalili Show, le titre devenant An Iranian in UK et les paroles reflétant la culture iranienne en Angleterre.
- Le trompettiste de jazz Arturo Sandoval a enregistré une version pour son album Americana.
- Le rappeur canadien Kardinal Offishall interprète une interpolation du refrain de chanson dans Ill Eagle Alien en 2008[18].
- Le groupe espagnol Che Sudaka a repris la chanson en tant que Sin papeles avec des paroles en espagnol.
- Le DJ allemand PH Electro a interprété un remix de la chanson en 2010.
- Cris Cab a également repris la chanson en 2015.
- En 1994, le groupe allemand Wise Guys en fait une reprise a cappella pour leur premier album Dut-Dut-Duah! (de).

## Source
- (en) Cet article est partiellement ou en totalité issu de l’article de Wikipédia en anglais intitulé « Englishman in New York » (voir la liste des auteurs).